# Aphyosemion amoenum
Aphyosemion amoenum är en fiskart som beskrevs av Alfred C. Radda och Pürzl, 1976. Aphyosemion amoenum ingår i släktet Aphyosemion och familjen Nothobranchiidae. IUCN kategoriserar arten globalt som starkt hotad. Inga underarter finns listade i Catalogue of Life.